# La Jaudonnière
La Jaudonnière ist eine französische Gemeinde mit 647 Einwohnern (Stand: 1. Januar 2022) im Département Vendée in der Region Pays de la Loire; sie gehört zum Arrondissement Fontenay-le-Comte und zum Kanton La Châtaigneraie (bis 2015: Kanton Sainte-Hermine). Die Einwohner werden Jaudoins genannt.

## Geographie
La Jaudonnière liegt am etwa 29 Kilometer östlich von La Roche-sur-Yon. Umgeben wird La Jaudonnière von den Nachbargemeinden Bazoges-en-Pareds im Norden und Nordosten, La Caillère-Saint-Hilaire im Osten und Südosten, Saint-Juire-Champgillon im Süden und Südwesten sowie Chantonnay im Westen und Nordwesten.

## Bevölkerungsentwicklung
| 1962                      | 1968 | 1975 | 1982 | 1990 | 1999 | 2006 | 2013 |
| 704                       | 592  | 547  | 517  | 516  | 545  | 566  | 622  |
| Quelle: Cassini und INSEE |      |      |      |      |      |      |      |

## Sehenswürdigkeiten
- alte Kirche Saint-Pierre
- Kirche Sainte-Marie-Madeleine

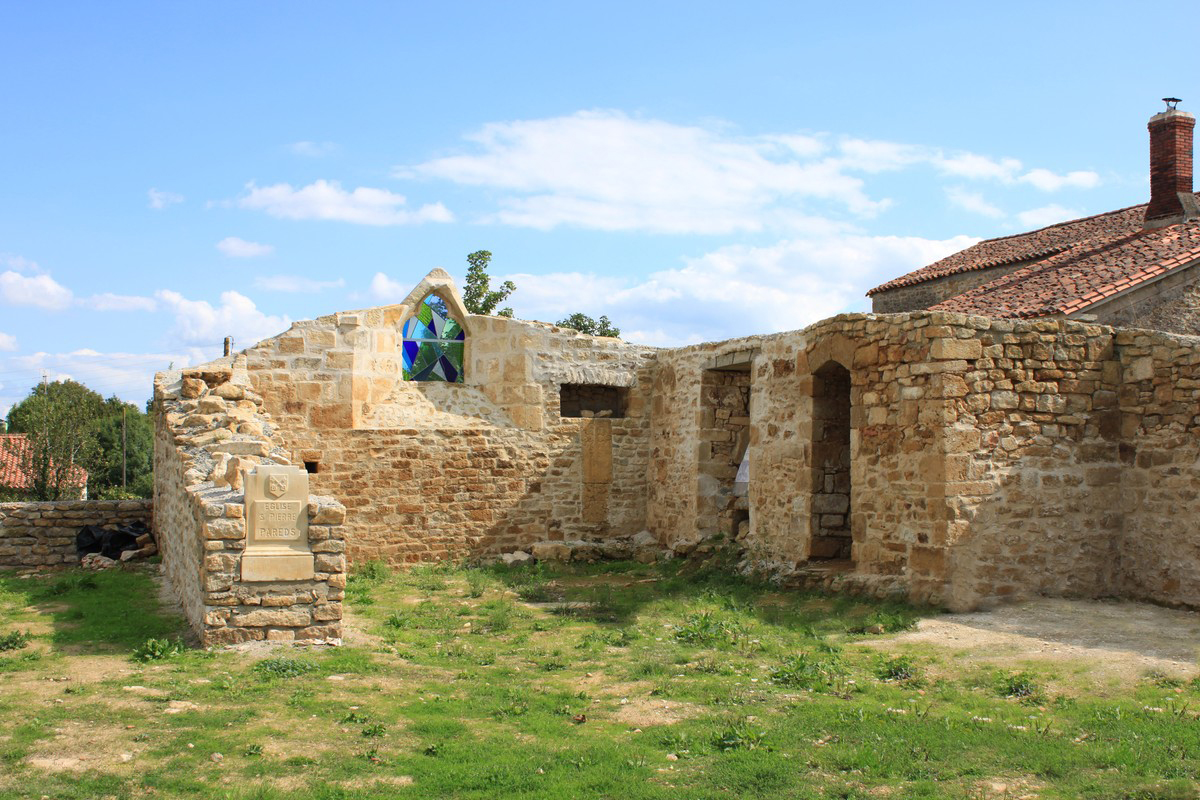
Kirche Saint-Pierre
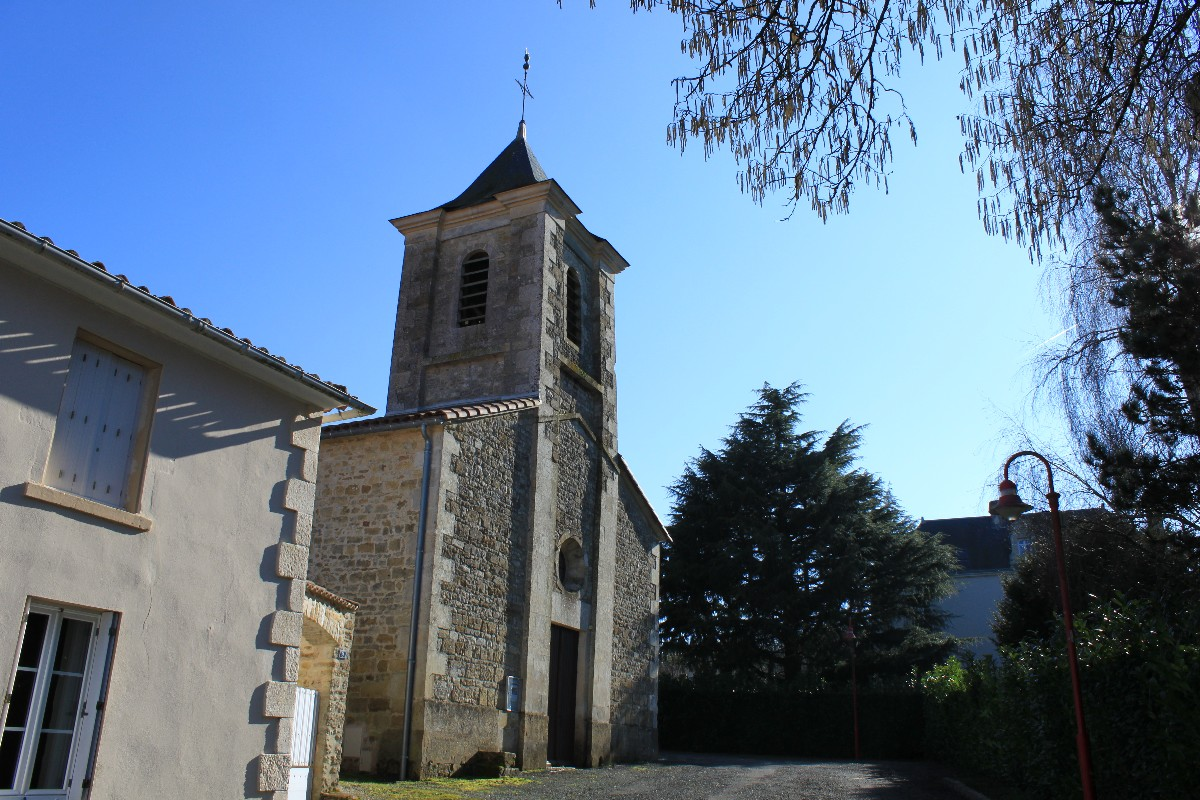
Kirche Sainte-Marie-Madeleine

## Persönlichkeiten
- Auguste du Vergier de La Rochejaquelein (1784–1868), Adliger und Militär